# アリフ・ライラ・ウィ・ライラ 〜千夜一夜物語〜
「アリフ・ライラ・ウィ・ライラ 〜千夜一夜物語〜」（アリフ・ライラ・ウィ・ライラ せんやいちやものがたり）は、日本の歌手である沢田研二の45枚目のシングルである。
1986年4月23日に東芝EMIのイーストワールドレーベルより発売された。

## 解説
- 新バックバンドCO-CóLOを率いての第1弾作品で、ジャケットにも「沢田研二/CO-CóLO」と大きくクレジットされている。清涼飲料水ハウス食品フルーツミネラルドリンク It's のCMソングになった。
- 「アリフ・ライラ・ウィ・ライラ」とは、アラビア語における『千夜一夜物語』の原題。

## 収録曲
- 全作詞：沢田研二／編曲：チト河内・CO-CóLO

1. アリフ・ライラ・ウィ・ライラ 〜千夜一夜物語〜
  - 作曲：沢田研二
2. 愛の嵐（スカンジナビア幻想）
  - 作曲：石間秀機